# Musik, dans & party 4
Musik, dans & party 4 är ett studioalbum från 1988 av det svenska dansbandet Sten & Stanley.

## Låtlista
1. "Kärleken"
2. "Tack för alla åren"
3. "Stormande hav"
4. "Högt uppe på berget" ("On Top of Old Smokey")
5. "Milda makter"
6. "Låt tiden stå still" ("One Moment in Time")
7. "Var det igår" ("What Do You Want to Make Those Eyes at Me For?")
8. "I ett litet hus"
9. "Hand i hand" ("Hand in Hand")
10. "Rita"
11. "Leende guldbruna ögon" ("Beautiful, Beautiful Brown Eyes")
12. "Tid" ("A Bunch of Thyme")
13. "Klättra upp för stegen" ("Tie a Yellow Ribbon Round the Ole Oak Tree")
14. "Försent skall syndar'n vakna" ("Today's Teardrops")

## Listplaceringar
| Lista (1989) | Topplacering |
| ------------ | ------------ |
| Sverige      | 34           |